# Валь-Мон
Валь-Мон (фр. Val-Mont) — муніципалітет у Франції, у регіоні Бургундія-Франш-Конте, департамент Кот-д'Ор. Валь-Мон утворено 1 січня 2016 року шляхом злиття муніципалітетів Іврі-ан-Монтань i Жур-ан-Во. Адміністративним центром муніципалітету є Жур-ан-Во. Населення — 248 осіб (01.01.2021).